# Wacław Jarecki
Wacław Józef Jarecki – polski agronom, dr hab. nauk rolniczych, profesor uczelni Instytutu Nauk Rolniczych, Ochrony i Kształtowania Środowiska, Kolegium Nauk Przyrodniczych Uniwersytetu Rzeszowskiego.

## Życiorys
28 września 2005 obronił pracę doktorską Efektywność dolistnego dokarmiania rzepaku mikroelementami, 19 września 2018 habilitował się na podstawie pracy zatytułowanej Wpływ dokarmiania dolistnego na wielkość i jakość plonów wybranych roślin uprawnych. Został zatrudniony na stanowisku profesora nadzwyczajnego w Katedrze Produkcji Roślinnej na Wydziale Biologicznym i Rolniczym Uniwersytetu Rzeszowskiego.
Jest profesorem uczelni w Instytucie Nauk Rolniczych, Ochrony i Kształtowania Środowiska, Kolegium Nauk Przyrodniczych Uniwersytetu Rzeszowskiego.